# W.A. Müller
Wilhelm Andreas Müller (føbt 30. oktober 1733, død 24. februar 1816 i København) var en dansk miniaturmaler.
W.A. Müller var født i Braunschweig, men opdroges og lærte at male hos sin morbroder, en maler og galleriinspektør i Salzdahlum ved Braunschweig. Han må i udlandet, sandsynligvis i Dresden, have været under en dygtig miniaturmalers hånd, thi straks efter sin ankomst til København 1757 fandt han beskæftigelse i miniaturfaget og arbejdede med så stort held, at han, da den østrigske miniaturmaler Joseph Brecheisen, som i nogle år havde opholdt sig her, i eftersommeren 1763 forlod Danmark, straks i hans sted kom til at arbejde for hoffet og fik titel af og løn som kongelig hofminiaturskildrer. 1773 blev han medlem af Kunstakademiet på to miniaturportrætter af Peder Als og Johannes Wiedewelt. Senere søgte han et professorat ved Akademiet, men Jens Juel blev foretrukket for ham, og han opnåede aldrig noget sådant. Derimod blev han siden bibliotekar ved Akademiet, en post, han beholdt til kort før sin død, og havde som normeret miniaturmaler embedsbolig på Charlottenborg.
Müller var en for sin tid særdeles respektabel kunstner i sit fag, om han end ikke nåede op i første række. Hans fleste arbejder for kongelig regning: Portrætter af Frederik 5., Juliane Marie, prinsesse Louise, Sophie Magdalene, Christian 7. osv., var til gulddåser og ringe, bestemte til kongelige foræringer. Et par portrætter fra hans hånd, af Frederik 5. og Juliane Marie, kom til Fredensborg Slot. Han malede også i olie, således kronprinsessens portræt (1805), brugte nålen med dygtighed og raderede adskillige prospekter og lignende, som Bregentved (1763), Marienlyst Slot (1767) osv. Også portrætter gjorde han, som 1761 sit eget og 1762 Lorenz Spengler. Ligeledes tegnede og stak han adskillige af sin ven Wiedewelts værker, som 1762 to monumenter til Altenhof i Holsten, det klopstockske gravmæle på kirkegården i Hamburg-Ottensen, det tormske monument i Frue Kirke i København, ja gav sig endog i lag med en Adam og Eva efter Rembrandt. I sine sidste år arbejdede han kun lidt, men skrantede meget og døde endelig 24. februar 1816. Han havde 5. december 1764 ægtet Bodil Marie Jensen (død 1817).

## Ekstern henvisning
- W.A. Müller på Kunstindeks Danmark/Weilbachs Kunstnerleksikon